# 霧の壁
『霧の壁』（きりのかべ）はNHK「銀河ドラマ」で1970年8月24日～8月28日に放送された連続テレビドラマである。白黒作品。全5回。NHK名古屋制作。

## 概要
「銀河ドラマ」第37作。外国作品の翻案ものとしては7作目にあたる。殺人犯にされた記憶喪失の主人公が無実の罪を晴らすべく事件の真相を追う姿を描くサスペンスドラマ。

## 物語
27歳のサラリーマン仲井明は殺人現場の異様な衝撃を受けて記憶喪失になってしまう。殺されたのは伯父の孝平で評判の悪い金融業者だった。周囲の状況と数日前に明が妻英子との離婚費用として申し入れた200万円の借金を孝平から断られていたことから、警察は明を犯人と断定、記憶喪失を詐病と見て厳しく追及した。

## キャスト
- 仲井明 ……………… 中山仁
- 仲井英子 …………… 北林早苗
- 仲井隆 ……………… 勝部演之
- 相沢洋平 …………… 加藤嘉
- 相沢洋一 …………… 蜷川幸雄
- 大木和子 …………… 伊藤友乃
- 仲井孝平 …………… 柳有
- 笠井 ………………… 谷口徹次
- 英吉 ………………… 舟木淳
- 刑事 ………………… 天野有恒
- 刑事 ………………… 志摩晶
- 新間正次

## スタッフ
- 原作：フレデリック・ブラウン
- 脚本：石松愛弘
- 演出：伊神幹
- 音楽：熊谷賢一
- 制作：金光寿郎

## 参考資料
- 「テレビジョンドラマ」（放送映画出版）